# Louis Aguillon (ingénieur)
 (juin 2016).
Pour les articles homonymes, voir Aguillon.
Louis Charles Marie Aguillon (né le 3 juillet 1842 à Toulon - mort le 4 juin 1935) est un ingénieur français.

## Carrière
Petit-fils d'Alexandre Aguillon, Louis Aguillon est inspecteur général des mines, directeur du contrôle des chemins de fer algériens, tunisiens et corses, chargé de la division minéralogique du Nord-Est. Il cumule également les fonctions de président de la commission des statistiques minières, de la commission des Annales des Mines et de la Commission du grisou. 
Professeur de législation à l'École des mines de Paris, il est vice-président du Conseil général des mines de 1909 à 1911.

## Sources
- annales.org
- Notices d'autorité :   - VIAF
  - ISNI
  - BnF (données)
  - IdRef
  - LCCN
  - GND
  - Espagne
  - Pays-Bas
  - NUKAT
  - WorldCat
- Ressource relative à la vie publique :   - base Léonore